# Untamala
Untamala är en tätort (finska: taajama) i Letala stad (kommun) i landskapet Egentliga Finland i Finland. Vid tätortsavgränsningen den 31 december 2021 hade Untamala 365 invånare och omfattade en landareal av 4,05 kvadratkilometer.